# Fédération de 1889
La Fédération de 1889 est une organisation créé en 1887 par Auguste Dide et d'autres républicains radicaux dans le but de célébrer le centenaire de la Révolution française en 1889. 
Selon l'historien Raymond Huard, spécialiste de l'organisation de mouvements politiques en France au XIXe siècle, cette fédération est également « un instrument dans la lutte politique qui oppose les radicaux et les opportunistes jusqu'à ce que l'essor du boulangisme place au premier rang la défense républicaine ». Lors de sa fondation, la président du mouvement est attribuée à Anatole de la Forge, député radical. D'après Alexandre Millerand, qui soutient l'initiative, la Fédération de 1889 a pour but « de ranimer par une propagande active et bien organisée les traditions de la Révolution française ».
La Fédération se compose de comités locaux, souvent à l'échelle départementale, indépendants de Paris. Son action se compose principalement en la réalisation de conférences publiques. Face à la menace représentée par le général Boulanger, et notamment après sa victoire sur Édouard Jacques en janvier à Paris lors d'une élection législative partielle, les républicains opportunistes reprennent l'initiative de la défense républicaine. La Fédération de 1889 ne joue alors plus de rôle majeur et disparaît après les élections de l'automne 1889.